# Kai Siegbahn
Kai Manne Börje Siegbahn (Lund, 20 de abril de 1918 — Ängelholm, 20 de julho de 2007) foi um físico sueco.
Recebeu o Nobel de Física de 1981, "por sua contribuição para o desenvolvimento da espectroscopia eletrônica de alta resolução". Recebeu a metade do prêmio. A outra metade do prêmio foi dividida entre Nicolaas Bloembergen e Arthur Schawlow, "por sua contribuição para o desenvolvimento da espectroscopia a laser".
Seu pai, Karl Manne Georg Siegbahn, ganhou o Nobel de Física de 1924. A partir de 14 de dezembro de 1985 integrou a Pontifícia Academia das Ciências.
Foi professor da Universidade de Uppsala, ESCA-LASER Lab, Institute for Materials Science, Suécia.